# Xã Elliston, Quận Tripp, South Dakota
Xã Elliston (tiếng Anh: Elliston Township) là một xã thuộc quận Tripp, tiểu bang Nam Dakota, Hoa Kỳ. Năm 2010, dân số của xã này là 23 người.